# 自動車を待つ間
『自動車を待つ間』（原題「While the Auto Waits」）は、1903年に作家のオー・ヘンリーによって執筆された短編小説（ショートショート）である。

## あらすじ
夕方の公園でいつも読書をする美しい女性と、その女性に好意を持ちつつもいつも遠くから眺めている青年・パーケンスタッカー。ある日青年は彼女が落とした本を拾い上げ、声をかけた。
彼女は最も高貴な家柄の人だという。そして、金持ち達の形骸化した贅沢に嫌気がさし、庶民の娯楽を楽しんでいるそうだ。彼女曰く「シャンパングラスの中で鳴る氷の音を聴いただけで頭が変になる」らしい。彼女はドイツのとある公国の大公とイギリスの公爵から求婚を受けていると話す。
青年は自分の職業をレストランの出納係だと言った。すると彼女は腕時計を覗き、慌てて立ち上がった。青年は彼女の車まで送ろうと申し出たが、自分の名前が刻印されたナンバープレートを見られては困るから、と断った。しかし、彼女は自分の車を気にも留めず、奥の青年が働いているというレストランに入り、その出納係の席に座った。それを見た青年は、彼女が落として行った本を放り投げ、例の車に乗り込みこう言った。「アンリ、クラブへ」

## 所収
『林家正蔵が選ぶオチがある話集』     林家正蔵・編        学研・出版